# Алекси Попов
Алекси Георгиев Попов е български офицер, генерал-майор от генералщабното ведомство.

## Биография
Роден е на 15 август 1870 година в Малко Търново в българско католическо семейство. Завършва Одринската българска католическа гимназия. На 8 август 1889 г. постъпва на военна служба. През 1892 година завършва Военното на Негово Княжеско Височество училище, на 2 август е произведен в чин подпоручик и зачислен в пехотата. В периода 1900 – 1903 година учи в Николаевската генералщабна академия в Русия. От 1900 година е помощник ротен командир в 1-ви пехотен софийски полк. От 1909 г. в началник на секция за личния състав в Щаба на армията. През Балканската (1912 – 1913) и Междусъюзническата война (1913) е началник на Оперативния отдел при 2-ра армия. През януари 1915 г. е назначен за началник-щаб на 9-а пехотна плевенска дивизия.
През Първата световна война (1915 – 1918) полковник Алекси Попов командва 1-ва бригада от 3-та пехотна балканска дивизия. През 1918 г. е произведен в чин генерал-майор.
Известно време е командир на трета пехотна дивизия и пета пехотна дунавска дивизия. През Първата световна война неговата бригада отбива 60 атаки на французи и сърби при Каймакчалан. През 1919 г. е уволнен от служба.

## Военни звания
- Подпоручик (2 август 1892)
- Поручик (2 август 1895)
- Капитан (1901)
- Майор (31 декември 1906)
- Подполковник (1911)
- Полковник (14 февруари 1914)
- Генерал-майор (1918)

## Награди
- Военен „За храброст“ IV степен 1-ви и 2-ри клас
- Народен орден „За военна заслуга“ III степен с военни отличия
- Орден „За заслуга“ на обикновена лента